# Montségur-sur-Lauzon
Montségur-sur-Lauzon è un comune francese di 1 191 abitanti situato nel dipartimento della Drôme della regione dell'Alvernia-Rodano-Alpi.

## Società

### Evoluzione demografica
Abitanti censiti